# スリーピング・ウィズ・ザ・パスト
スリーピング・ウィズ・ザ・パスト(Sleeping With The Past)は、1989年に発表されたエルトン・ジョンのアルバム。

## 解説
70年代を黄金期とする古くからのファンの中では、本作をもってエルトンの復活ととらえる人も多い作品。ソウルミュージックに傾倒した音作りは、ビリー・ジョエルの『イノセント・マン』から影響を受けたという。
初の全英一位シングルとなった「サクリファイス」収録。当初「ヒーリング・ハンズ」のB面だったものを、多数のラジオ局リクエストに両A面で再発売し、初のエルトン名義のシングルセールス一位となった（過去にはキキ・ディーとの連名での「恋のデュエット」が全英一位となっている）。
ジャケットの最後に、パートナーであるバーニー・トーピンへの感謝が記されている。
1998年にシングルB面曲がボーナストラックとして追加収録された。

## 収録曲
1. ダーバン・ディープ - Durban Deep
2. ヒーリング・ハンズ - Healing Hands
3. ウィスパーズ - Whispers
4. 恋人たちの酒場 - Club At The End Of The Street
5. スリーピング・ウィズ・ザ・パスト - Sleeping With The Past
6. 傷ついた石 - Stones Throw From Hurtin
7. サクリファイス - Sacrifice
8. 聖なる女 - I Never Knew Her Name
9. アメイズ・ミー - Amazes Me
10. ブルー・アヴェニュー - Blue Avenue

- 作詞　バーニー・トーピン
- 作曲　エルトン・ジョン

### ボーナス・トラック
1. ダンシング・イン・ジ・エンド・ゾーン - Dancing In The End Zone
2. ラヴ・イズ・ア・カニバル - Love Is A Cannibal

- 作詞　バーニー・トーピン
- 作曲　エルトン・ジョン＆デイビー・ジョンストン

## アルバム参加ミュージシャン
- エルトン・ジョン - Vocal, Piano, Backing Vocal：1曲目
- デイビー・ジョンストン - Guitar, Backing Vocal：1,2,4〜6,8〜10曲目
- ロメオ・ウィリアムズ(Romeo Williams) - Bass
- ジョナサン・モフェット(Jonathan Moffett) - Drums
- フレッド・マンデル - Keyboards：1〜3,5,7,9,10曲目, Organ：4曲目, Guitar Solo：6,8曲目
- ガイ・バビロン(Guy Babylon) - Keyboards
- マレーナ・ジーター(Marlena Jeter), ナタリー・ジャクソン(Natalie Jackson), モートネット・ジェンキンス(Mortonette Jenkins) - Backing Vocal：2,5,6,8,9曲目
- ヴィンス・デンハム(Vince Denham) - Saxphone：4曲目

## 製作
- クリス・トーマス - Producer
- デヴィッド・ニコラス(David Nicholas) - Engineer
- カール・リーヴァー(Karl Lever) - Assistant Engineer
- ピーター・アイヴァーセン(Peter Iversen) - Fairlight & Audiofile Programming
- ジョン・リード - Management
- スティーヴ・ブラウン - Co-ordination
- ハーブ・リッツ(Herb Rits) - Photography
- Wherefore Art - Design